# Marianne Grunberg-Manago
Marianne Grunberg-Manago, född 6 januari 1921 i Petrograd i Sovjetunionen, död  januari 2013 i Paris, var en fransk biokemist. Hon kom till Frankrike före ett års ålder. Hennes forskning bidrog till att nyckelupptäckter kring den genetiska koden kunde göras. Hon var president i Franska vetenskapsakademin från 1995 till 1996.